# Безыскусная митра
Безыскусная митра (лат. Nebularia incompta) — вид морских брюхоногих моллюсков из семейства митрид (Mitridae).

## Описание
Длина раковины составляет от 4,4 до 16 см. Раковина удлинённая, с высоким завитком, поверхность гладкая.
Вид распространён в Красном море и в Индийском океане у берегов Танзании и Маскаренских островов, в Индо-Тихоокеанском регионе. Живёт на глубине от 10 до 250 м.
Как и все митры, является хищником, питается мелкими брюхоногими и двустворчатыми моллюсками.

## Синонимы
В синонимику таксона входят следующие биномены:
- Mitra (Mitra) incompta (Lightfoot, 1786)
- Mitra incompta (Lightfoot, 1786)
- Mitra terebralis Lamarck, 1811
- Mitra tessellata Martyn, 1784
- Voluta incompta Lightfoot, 1786